# Frauenthal (Erftstadt)
Frauenthal ist mit Blessem ein Stadtteil von Erftstadt im Rhein-Erft-Kreis, Nordrhein-Westfalen.
Beim Hochwasser im Juli 2021 wurde Frauenthal stark durch das der Erft betroffen. Die Siedlung und die Klinik wurden fast vollständig überflutet, die Patienten wurden teilweise evakuiert.

## Lage
Die Siedlung Frauenthal liegt südlich von Liblar und östlich von Blessem. Blessem und Frauenthal werden durch die Bundesstraße 265 voneinander getrennt. Am Ortsrand verläuft die L 163.

## Geschichte
Der Ursprung der Siedlung basiert auf einer Klostergründung der Zisterzienserinnen, welche erstmals im Jahr 1220 in einer Urkunde des Kölner Stiftes St. Aposteln erwähnt wurde. Das Kloster wurde 1234 als „in valle beatae mariae“ (in Mariental) bezeichnet, ein Begriff, der 1276 in die Bezeichnung „vrauwendale“ überging. Frauenthal gehörte zu einer Reihe von Zisterzienserinnenklöstern, die im 12. und 13. Jahrhundert auf dem Gebiet des heutigen Rhein-Erft-Kreises entstanden.
Im Jahre 1449 löste das Generalkapitel in Citeaux das von den Schwestern verlassene Kloster auf. 1450 übertrug Erzbischof Dietrich von Moers mit Hinweis auf seine landesherrlichen Rechte den Besitz des aufgehobenen Klosters dem Birgittenkloster Marienforst bei Godesberg. Nachdem im truchsessischen Krieg Hofgebäude und Dachstuhl der Klosterkirche abgebrannt waren, wurden die Hofgebäude wieder aufgebaut und die Kirche auf Initiative der Familie Wolff-Metternich wieder restauriert, so dass sie wie bisher für Gottesdienste genutzt werden konnte. Die Kirche war eine Wallfahrtsstätte, an der eine „mirakulöse steinerne Madonna“ verehrt wurde. Der Hof, der durch einen Halfen bewirtschaftet wurde, blieb bis 1802 im Besitz des Klosters Marienforst. Infolge der Säkularisation wurde er mit der Marienkapelle enteignet. Am 10. Juni 1807 wurde der gut 41 Hektar umfassende Frauenthalerhof für 15.369 Francs angeboten und für 27.100 Francs zugunsten der Ehrenlegion an den Lechenicher Pferdehändler Jakob Cahen versteigert. 1809 erfolgte der Wiederverkauf für 14.360 Francs.
1851 erwarben die Eheleute Münch „das Gütchen Frauenthal“ mit der heruntergekommenen Kapelle und errichteten neue Wohn- und Ökonomiegebäude. Nach der dann folgenden Wiederherstellung der Kapelle und der Anschaffung einer neuen Einrichtung durch das Ehepaar wurde sie 1861 eingeweiht und erhielt die Genehmigung zum Gottesdienst, für den das Ehepaar auch einen Geistlichen anstellte. 1862 ließ das Ehepaar Münch ein Votivkreuz in der Nähe der Kapelle errichten. Der Weg wurde in Erinnerung an das Stifterpaar Münchweg genannt.
Im Jahre 1867 erfolgte die Stiftung eines Armenhospitals mit den notwendigen materiellen Grundlagen, das dem Wunsch der Stifter entsprechend von einem Verwaltungsrat geführt wurde. Nach der Genehmigung durch die preußische Regierung 1869 übernahmen Vinzentinerinnen des Mutterhauses Köln-Nippes das „Marienhospital“, das auch der Krankenpflege diente. 1955 beendeten die Schwestern aus Nachwuchsmangel ihre Tätigkeit in Frauenthal.

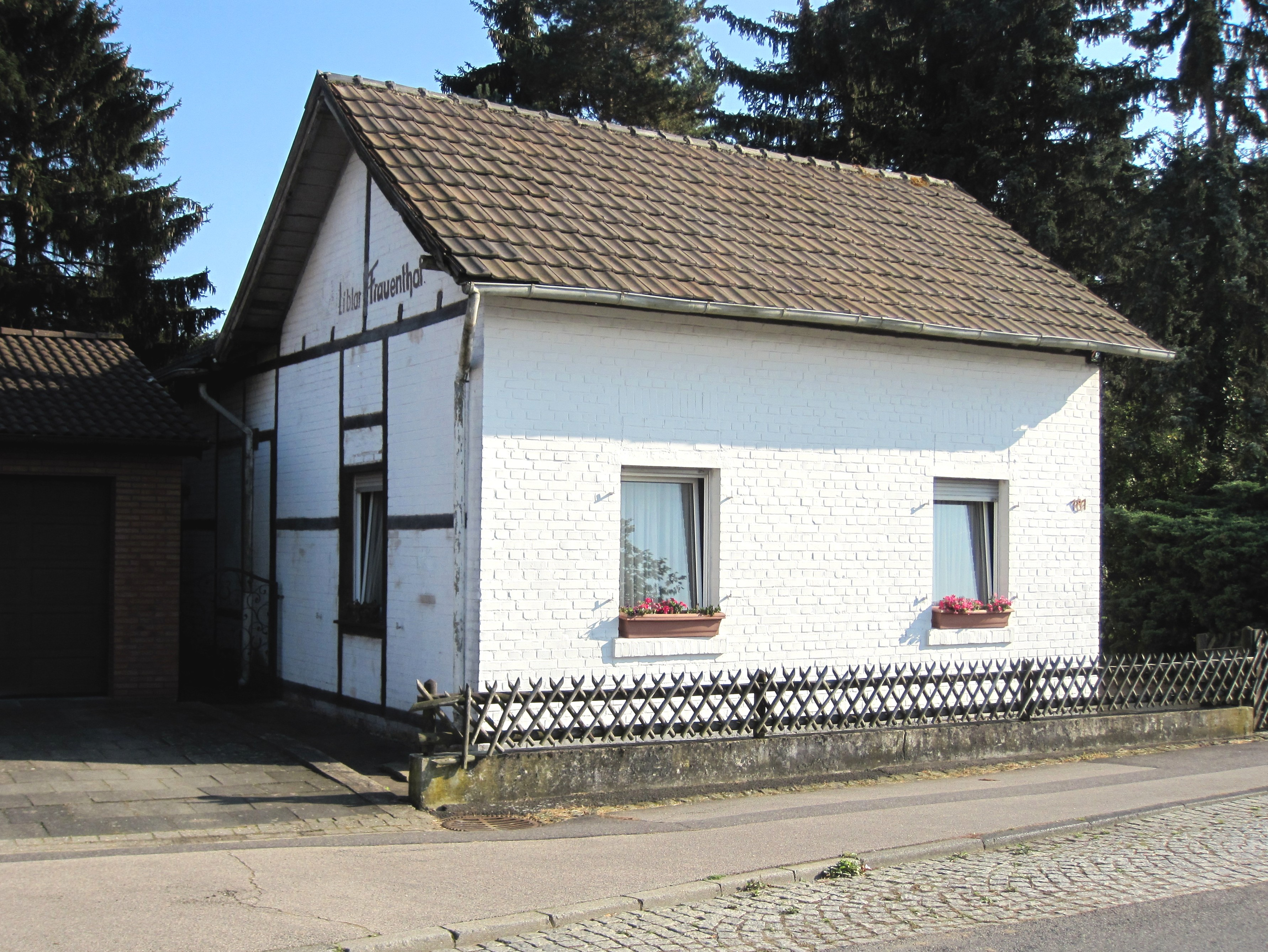
Ehemaliges Dienstgebäude der Euskirchener Kreisbahnen

1894/95 wurde die Strecke der Kreisbahn Liblar-Euskirchen mit der Bahnstation Liblar-Frauenthal eingerichtet, die nicht nur dem Personenverkehr diente, sondern vor allem von den Blessemer Bauern zum Transport ihrer landwirtschaftlichen Produkte genutzt wurde.
Das erhaltene Bahnhofsgebäude an der Carl-Schurz-Straße (Nr. 181), der vormaligen Luxemburger Straße (vor 1971) steht wie das von den Eheleuten Münch errichtete Kreuz und die ehemalige Klosterkapelle unter Denkmalschutz.

## Gegenwärtiges Frauenthal
Die kleine aus wenigen Häusern bestehende Siedlung hat sich in den letzten Jahrzehnten durch Neubauten auf der östlichen Seite des Liblarer Mühlenbachs stark vergrößert. Im alten Ortsteil Frauenthal befindet sich die Landesschule NRW des Arbeiter-Samariter-Bundes.

### Kranken- und Pflegezentrum
Frauenthal ist über die lokalen Grenzen hinaus durch das Krankenhaus „Marienhospital“ bekannt. Es ist ein Notaufnahmekrankenhaus und stellt auch den Notarzt für den Rettungsdienst der Stadt. Mit mehreren Fachabteilungen ist es eine wichtige Einrichtung für die medizinische Grundversorgung der Bevölkerung Erftstadts. Es wurde in den letzten Jahrzehnten erweitert und ausgebaut. Auf dem Krankenhausgelände entstanden neue Anlagen. So wurde das Pflege- und Altenzentrum „Münchstift“ und ein stationäres Hospiz „Haus Erftaue“ eingerichtet. Nach dem Wunsch der Stifter wird das Haus auch heute noch von einem Verwaltungsrat geführt.

### Gesundheitsgarten und Planetenweg
Attraktionen bei den Pflegeeinrichtungen sind ein Gesundheitsgarten mit Kräutern, einem künstlichen Brunnen mit Bachlauf, Findlingssteinsetzungen, Skulpturen und einem noch in der Planung befindlichen Buchsbaum-Labyrinth. Dies soll zur Erholung, Meditation aber auch zur Unterhaltung anregen. Getragen wird der Garten von einem 2003 gegründeten Förderverein, die Einrichtungen und Anpflanzungen wurden und werden von Erftstädter Firmen und Privatpersonen gesponsert. Im Rahmen der Regionale 2010 wurde im Garten mit einem 1,50 m großen Sonnenmodell der Planetenweg begonnen, der sich mit Modellen der Planeten im Maßstab 1:1 Milliarde entlang der alten Römerstraße Trier–Köln, heute Agrippa-Straße Köln-Trier genannt, bis nach Erp erstreckt.

### Verkehr
Die VRS-Buslinie 807 der Regionalverkehr Köln sowie 977 und 979 der Rhein-Erft-Verkehrsgesellschaft verbinden den Ort mit Liblar, Frechen, Zülpich und Euskirchen. Zusätzlich verkehren einzelne Fahrten der auf die Schülerbeförderung ausgerichteten Linie 974.
| Linie | Betreiber | Verlauf |
| ----- | --------- | --- |
| 807   | RVK       | Euskirchen Bf – Frauenberg – Oberwichterich / (← Oberelvenich ← Rövenich ← Niederelvenich) – Wichterich – Mülheim – Niederberg – Borr – (Scheuren ← Weiler in der Ebene ← Erp ←) Friesheim – Ahrem – Lechenich – Frauenthal – Liblar – Erftstadt Bf |
| 974   | REVG      | Stadtverkehr Erftstadt |
| 977   | REVG      | Erftstadt Bf – Liblar – Frauenthal – Köttingen – Kierdorf – Brüggen – Balkhausen – Türnich – Frechen Rathaus |
| 979   | REVG      | Hürth-Hermülheim (Stadtbahn) – Liblar – Erftstadt Bf – Frauenthal – Lechenich – (Ahrem → Friesheim →) Erp (– Weiler in der Ebene – Zülpich) |